# Johnny Mantz
Johnny Mantz (n. 18 septembrie 1918 – d. 25 octombrie 1972) a fost un pilot de curse auto american care a evoluat în Campionatul Mondial de Formula 1 în sezonul 1953.